# جييس (لغة برمجة)
جييس هو محرك قاعدة لمنصة جافا طورها إرنست فريدمان هيل [الإنجليزية] من مختبرات سانديا الوطنية. وهي نسخة مطورة من لغة برمجة سليبس [الإنجليزية]. كتبت في أواخر عام 1995. تزود هذه اللغة البرمجة المنطقية لأجل تلقائية النظام الخبير وغالبا يطلق عليها هيكل الانظمة الخبيرة. في السنوات الاخيرة، تم تطوير انظمة الوكيل الذكي والذي يعتمد على قدرة مماثلة.
بدلاً من البرمجة الأمرية، حيث يحتوي برنامج واحد على حلقة يتم تنشيطها مرة واحدة فقط، يطبق التموذج التعريفي الذي يستخدمه جييس باستمرار مجموعة من القواعد على مجموعة من الحقائق من خلال عملية تسمى مطابقة النمط. يمكن للقواعد ان تعدل مجموعة الحقائق، أو يمكن ان يطبق أي جافا كود. يستخدم خوارزمية الريتي لتنفيذ القواعد.

## الرخصة
بينما رخصت سليبس كبرمجية مفتوحة المصدر، جييس ليست برمجية مفتوح المصدر. هي مجانية للاستخدام التعليمي والحكومي لكن يجب الحصول على رخصة لاستخدامها للأنظمة التجارية.

## أمثلة على شيفرة
```
; is a comment

(
bind
 
?x
 
100
)

; x = 100

(
deffunction
 
max
 
(
?a
 
?b
)

             
(
if
 
(
>
 
?a
 
?b
)
 
then
 
?a
 
else
 
?b
))

(
deffacts
 
myroom

          
(
furniture
 
chair
)

          
(
furniture
 
table
)

          
(
furniture
 
bed
)

          
)

(
deftemplate
 
car

             
(
slot
 
color
)

             
(
slot
 
mileage
)

             
(
slot
 
value
)

             
)

(
assert
 
(
car
 
(
color
 
red
)
 
(
mileage
 
10000
)
 
(
value
 
400
)))

```

أمثلة برمجة:
```
(
clear
)

(
deftemplate
 
blood-donor
 
(
slot
 
name
)
 
(
slot
 
type
))

(
deffacts
 
blood-bank
 
; put names & their types into [[ذاكرة عاملة]]

          
(
blood-donor
 
(
name
 
"Alice"
)(
type
 
"A"
))

          
(
blood-donor
 
(
name
 
"Agatha"
)(
type
 
"A"
))

          
(
blood-donor
 
(
name
 
"Bob"
)(
type
 
"B"
))

          
(
blood-donor
 
(
name
 
"Barbara"
)(
type
 
"B"
))

          
(
blood-donor
 
(
name
 
"Jess"
)(
type
 
"AB"
))

          
(
blood-donor
 
(
name
 
"Karen"
)(
type
 
"AB"
))

          
(
blood-donor
 
(
name
 
"Onan"
)(
type
 
"O"
))

          
(
blood-donor
 
(
name
 
"Osbert"
)(
type
 
"O"
))

          
)

(
defrule
 
can-give-to-same-type-but-not-self
 
; handles A > A, B > B, O > O, AB > AB, but not N1 > N1

         
(
blood-donor
 
(
name
 
?name
)(
type
 
?type
))

         
(
blood-donor
 
(
name
 
?name2
)(
type
 
?type2
 
&:
(
eq
 
?type
 
?type2
)
 
&:
 
(
neq
 
?name
 
?name2
)
 
))

         
=>

         
(
printout
 
t
 
?name
 
" can give blood to "
 
?name2
 
crlf
)

         
)

(
defrule
 
O-gives-to-others-but-not-itself
 
; O to O cover in above rule

         
(
blood-donor
 
(
name
 
?name
)(
type
 
?type
 
&:
(
eq
 
?type
 
"O"
)))

         
(
blood-donor
 
(
name
 
?name2
)(
type
 
?type2
 
&:
 
(
neq
 
?type
 
?type2
)
 
&:
 
(
neq
 
?name
 
?name2
)
 
))

         
=>

         
(
printout
 
t
 
?name
 
" can give blood to "
 
?name2
 
crlf
)

         
)

(
defrule
 
A-or-B-gives-to-AB
 
; case O gives to AB and AB gives to AB already dealt with

         
(
blood-donor
 
(
name
 
?name
)(
type
 
?type
 
&:
(
or
 
(
eq
 
?type
 
"A"
)
 
(
eq
 
?type
 
"B"
 
))))

         
(
blood-donor
 
(
name
 
?name2
)(
type
 
?type2
 
&:
 
(
eq
 
?type2
 
"AB"
)
 
&:
 
(
neq
 
?name
 
?name2
)
 
))

         
=>

         
(
printout
 
t
 
?name
 
" can give blood to "
 
?name2
 
crlf
)

         
)

;(watch all)

(
reset
)

(
run
)

```

## انظر ايضاً
- JSR-94

### انظمة مشابهة
- سليبس: أداة برمجيات المجال العام لبناء أنظمة خبيرة.
- قواعد لوج: نظام إدارة قواعد العمل.
- JBoss Drools: نظام إدارة قواعد الأعمال.
- برولوغ: لغة برمجة منطقية للأغراض العامة.
- أقراص أوبنل اللوحية: قواعد الأعمال المركزية وBRMS.
- DTRules: محرك قاعدة مفتوح المصدر قائم على جدول القرار لجافا.

## روابط خارجية
الموقع الرسمي